# Бранднер, Ханс
Ханс Бранднер (нем. Hans Brandner, 19 февраля 1949, Берхтесгаден, Бавария) — западно-германский саночник, выступавший за сборную ФРГ в 1970-е годы. Участник трёх зимних Олимпийских игр, серебряный призёр Игр в Инсбруке, чемпион мира и Европы, многократный призёр национального первенства.

## Биография
Ханс Бранднер родился 19 февраля 1949 года в коммуне Берхтесгаден, федеральная земля Бавария. Активно заниматься санным спортом начал в конце 1960-х годов, вскоре прошёл отбор в национальную сборную и вместе с Бальтазаром Швармом стал принимать участие в крупнейших международных стартах, показывая довольно неплохие результаты. Так, уже на домашнем чемпионате Европы 1972 года в Кёнигсзее выиграл серебряную медаль мужской парной программы, а год спустя там же был бронзовым призёром. Благодаря череде удачных выступлений удостоился права защищать честь страны на зимних Олимпийских играх в Саппоро, где впоследствии занял пятое место, разделив его с парой из Польши.
Затем в карьере Бранднера наступил некоторый спад, в течение нескольких лет он оставался без медалей. Несмотря на это, сумел пройти квалификацию на Олимпиаду 1976 года в Инсбрук и завоевал там серебряную медаль. После этой неожиданной победы к нему вновь пришёл успех на международных первенствах. В 1977 году на чемпионате мира в австрийском Иглсе он взял бронзу, а на чемпионате Европы в Кёнигсзее — золото. В следующем сезоне был вторым в общем зачёте Кубка мира, ещё через год после окончания всех кубковых этапов расположился в мировом рейтинге сильнейших саночников на третьей строке. На чемпионате мира 1979 года в Кёнигсзее выиграл медаль наивысшего золотого достоинства, став чемпионом мира, тогда как на европейском первенстве в итальянской Вальдаоре пополнил медальную коллекцию ещё одной бронзовой наградой.
Ездил соревноваться на Олимпийские игры 1980 года в Лейк-Плэсид, планировал побороться здесь за медали, однако в итоге смог добраться только до седьмой позиции. Поскольку конкуренция в сборной на тот момент сильно возросла, вскоре после этих стартов Ханс Бранднер принял решение завершить карьеру профессионального спортсмена, уступив место молодым немецким саночникам. Позже вместе с женой основал небольшую гостиницу в посёлке Рамзау, недалеко от своего родного Берхтесгадена.